# Calinaga nicevillei
Calinaga nicevillei är en fjärilsart som beskrevs av Charles Oberthür 1920. Calinaga nicevillei ingår i släktet Calinaga och familjen praktfjärilar. Inga underarter finns listade i Catalogue of Life.